# 宝坛乡
宝坛乡，是中华人民共和国广西壮族自治区河池市罗城仫佬族自治县下辖的一个乡镇级行政单位。

## 行政区划
宝坛乡下辖以下地区：
宝坛社区、拉郎村、四堡村、庄洞村、西华村、寨岑村、五地村和平英村。